# 扬吉奥博德
扬吉奥博德，又按俄语名译为扬吉阿巴德（羅馬化：Yangiabad），是乌兹别克斯坦塔什干州的一个城镇，由安格连市管理。2016年人口8900人。

## 历史
1940年代末，该地是一个开采铀矿的小镇，主要由伏尔加德意志人移民建造。“扬吉奥博德”在乌兹别克语中意为“新城镇”。二战结束后，苏联在20世纪中期在恰特卡尔山脉的支脉上大力开采铀矿，以应付与北约的军备竞赛。但其后该地的铀矿资源枯竭，当地最后一座铀矿已于1980年代关闭。
目前该地是乌兹别克斯坦最大的铀矿开采遗址，目前由欧盟等资助恢复因铀矿开采而造成辐射污染的生态环境。
1999年11月中旬，恐怖组织乌兹别克斯坦伊斯兰运动在该地发动恐怖袭击，造成多人伤亡。

## 人口
在铀矿开采时期，该地人口过万。1989年统计有11709人。铀矿关闭后，当地人口持续降低，2004年人口约9000人，2016年人口8900人。2023年常驻人口不到500人。

## 经济
铀矿枯竭后，当地的经济主要依靠旅游业。由于位于恰特卡尔山脉的山前地带，且临近首都塔什干，该地建有多所疗养院、度假别墅、滑雪场等。许多塔什干的富裕阶层喜欢前往该地度假。